# Lucas Martínez Quarta
Lucas Martínez Quarta (født 10. maj 1996) er en argentinsk professionel fodboldspiller, som spiller for Primera División-klubben River Plate og Argentinas landshold.

## Klubkarriere

### River Plate
Martínez Quarta begyndte sin karriere med River Plate, hvor han gjorde sin professionelle debut i november 2016.

### Fiorentina
Martínez Quarta skiftede i oktober 2020 til Fiorentina. Han spillede mere end 100 kampe for klubben over de næste fire og en halv sæsoner.

### River Plate retur
Martínez Quarta skiftede i januar 2025 tilbage til River Plate.

## Landsholdskarriere
Martínez Quarta debuterede for Argentinas landshold den 6. september 2019.

## Titler
River Plate
- Copa Argentina: 2 (2017, 2019)
- Supercopa Argentina: 1 (2018)
- Copa Libertadores: 1 (2018)
- Recopa Sudamericana: 1 (2019)

Argentina
- Copa América: 2 (2021, 2024)